# Bonastre
Bonastre település Spanyolországban, Tarragona tartományban. Bonastre La Pobla de Montornès, Salomó, Montferri, Creixell, Roda de Berà, Vespella de Gaià, Masllorenç és Albinyana községekkel határos. Lakosainak száma 760 fő (2024).

## Népesség
A település népessége az elmúlt években az alábbi módon változott:
| Lakosok száma | 174  | 890  | 545  | 451  | 275  | 440  | 657  | 622  | 688  | 760  |
|               | 1717 | 1887 | 1936 | 1960 | 1986 | 2004 | 2009 | 2014 | 2019 | 2024 |